# Lina Wertmüller

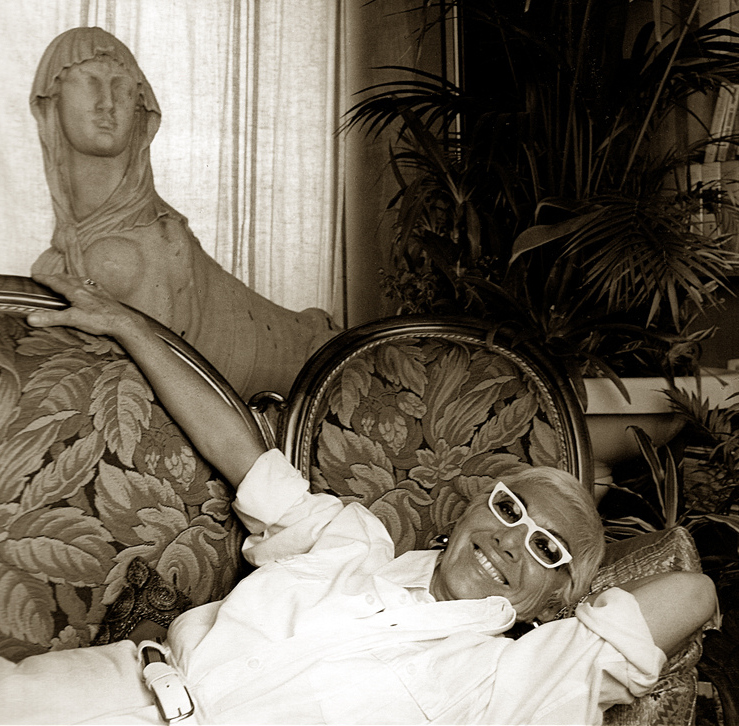
Lina Wertmüller – foto van Augusto De Luca

Lina Wertmüller (Rome, 14 augustus 1928 - aldaar, 9 december 2021) was een Italiaans filmregisseur en scenarioschrijfster. Ze werd in 1977 als eerste vrouw ooit genomineerd voor een Oscar voor de beste regie, voor haar film Pasqualino Settebellezze. Ze staat bekend om haar komedies over actuele maatschappelijke kwesties en de eeuwige strijd tussen man en vrouw.
In 2019 kreeg Wertmüller een ster op de Hollywood Walk of Fame.

## Biografie
Lina Wertmüller werd in 1928 in Rome geboren als Arcangela Felice Assunta Wertmüller von Elgg Español von Braueich. Ze stamt uit een rijke Zwitserse familie. Ze studeerde theaterwetenschappen in Rome. Nadat ze als assistent van Federico Fellini had gewerkt bij diens film Otto e mezzo, kon ze in 1963 haar eerste eigen film uitbrengen: I basilischi.
Met de satire Mimi metallurgico ferito nell'onore (1972) maakte ze internationaal naam. In de jaren daarna had ze verdere successen met de in de fascistische tijd gesitueerde tragikomedie Film d'amore e d'anarchia (1973), de tragikomedie Travolti da un insolito destino nell’azzurro mare d’agosto (1974) en het drama Pasqualino Settebellezze (1977). In deze periode werkte ze verschillende keren samen met acteur Giancarlo Giannini en actrice Mariangela Melato. 
- Bibsys: 90754325
- Biblioteca Nacional de España: XX1031969
- Bibliothèque nationale de France: cb13970373m (data)
- CiNii: DA06886413
- Gemeinsame Normdatei: 118832603
- International Standard Name Identifier: 0000 0001 1467 1524
- Library of Congress Control Number: n82047285
- MusicBrainz: e1104ed2-9000-483b-888b-7b61cd9c9dc2
- Nationale Bibliotheek van Tsjechië: xx0151226
- Nationale Bibliotheek van Israël: 987007276630605171
- Nationale Bibliotheek van Polen: a0000003161562
- Nederlandse Thesaurus van Auteursnamen: 069291527
- Réseau des bibliothèques de Suisse occidentale: 02-A005647405
- RKD-Nederlands Instituut voor Kunstgeschiedenis: 404266
- Istituto Centrale per il Catalogo Unico: CFIV115974
- Système universitaire de documentation: 061595268
- Union List of Artist Names: 500335228
- Virtual International Authority File: 7581603
- WorldCat: E39PBJhxpvcvChPpVp6FxfBdcP